# 게오르크 빌헬름 프리드리히 헤겔
게오르크 빌헬름 프리드리히 헤겔(Georg Wilhelm Friedrich Hegel, 1770년 8월 27일~1831년 11월 14일)은 독일 관념론을 완성한 것으로 평가받는 프로이센의 철학자이다.

## 개요
칸트의 이념과 현실의 이원론을 극복하여 일원화하고, 정신이 변증법적 과정을 경유해서 자연·역사·사회·국가 등의 현실이 되어 자기 발전을 해가는 체계를 종합 정리하였다. 1770년 독일 바덴뷔르템베르크 주의 주도인 슈투트가르트에서 태어났으며, 1778년부터 1792년까지 튀빙겐 신학교에서 수학했다. 그 후 1793년부터 1800년까지 스위스의 수도인 베른과 독일 헤센주 프랑크푸르트에서 가정교사 생활을 했는데 이 때 청년기 헤겔의 사상을 보여주는 종교와 정치에 관한 여러 미출간 단편들을 남겼다. 첫 저술 《피히테와 셸링의 철학 체계의 차이》가 발표된 1801년부터 주저 《정신현상학》이 발표된 1807년 직전까지 예나 대학에서 사강사 생활을 했다. 그 후 잠시 동안 독일 바이에른주 밤베르크에서 신문 편집 일을 했으며, 1808년부터 1816년까지 독일 바이에른주 뉘른베르크의 한 김나지움에서 교장직을 맡았다. 그리고 2년 간 독일 바덴뷔르템베르크주 하이델베르크 하이델베르크 대학에서 교수직을 역임한 후, 1818년 독일 베를린 베를린 대학의 정교수로 취임했다. 주요 저서로 《정신현상학》, 《대논리학》, 《엔치클로페디》, 《법철학 강요》, 《미학 강의》, 《역사철학강의》 등이 있다. 1831년 콜레라로 사망했으며, 자신의 희망대로 피히테 옆에 안장되었다.

## 생애
다음은 헤겔이 손수 쓴 자신의 이력서 전문을 번역한 것이다. 이 이력서는 1804년까지의 약력을 담고 있다. 
나 게오르크 빌헬름 프리드리히 헤겔은 1770년 8월 27일 슈투트가르트에서 출생했다. 나의 부모인 아버지 게오르크 루트비히 헤겔은 운송회계사 고문이었으며 어머니 크리스티네 루이제 프롬은 개인교수뿐만 아니라 고대어 및 현대어 그리고 학문의 기초를 가르치는 슈투트가르트의 공립 김나지움에서 수업을 받게함으로써 나를 학문적으로 교육시키는 데 정성을 기울였다. 나는 18세에 튀빙겐의 신학원에 입학하였다. 나는 2년 동안 고전문헌학을 전공으로 하는 슈뉘러(Schnürer), 철학과 수학을 전공으로 하는 플라트(Flatt), 벡(Beckh) 밑에서 공부를 한 후, 철학 석사 학위를 받았으며, 잇달아서 3년 동안 르 브레(Le Bret), 울란드(Uhland), 스토르(Storr) 그리고 플라트의 지도하에서 신학과 관련된 학문을 공부한 끝에 슈투트가르트의 신교 총무원에서 실시한 신학과 입학시험에 합격하여 신학과 지원생으로 등록되었다. 나는 부모님의 희망에 따라 설교사직을 선택하였으며 신학이 가진 고전문학 그리고 철학과의 연계성을 고려하여 신학 공부에 충실하였다. 신학과 졸업 후, 나는 신학을 바탕으로 하는 직업들 가운데 실제 설교사직에 별로 구속되지 않는 직업, 이를테면 고전문학과 철학 연구에 필요한 여유를 얻을 수 있으며 또한 외국에서 상이한 조건 밑에 생활하면서도 짬을 낼 수 있는 직업을 선택하였다. 이러한 직업으로서 가정교사직을 나는 베른과 프랑크푸르트에서 찾았으며, 여기에서 내가 결정한 삶의 과제인 학문연구에 몰두할 수 있는 충분한 시간을 얻었다. 6년간 이 두 도시에서 시간을 보낸 후, 아버지가 사망하자 나는 철학에 마음과 몸을 바치기로 결심하였다. 예나 대학의 명성은 내 장래를 위해 보다 훌륭히 공부할 수 있고 그리고 교수직을 얻을 수 있는 기회를 엿보는 데 선택의 여지가 없는 곳이었다. 나는 피히테와 셸링 철학체계의 차이점, 전자의 불충분한 점에 관한 논문을 써 그 곳에 지원하였으며, 얼마 후 나의 박사학위논문, 행성들의 궤도에 관하여 (De orbitis planetarum)의 공개 변론을 통한 심사에서 그 곳 심사위원회로부터 교수 허가를 받았다. 나는 셸링 교수와 함께 "철학비판잡지" (Das kritische Jurnal der Philosophie) 두 권을 간행하였으며, 이 가운데 나의 논문으로는 다음과 같은 것들이 있다:
- 서문
- 어떻게 상식이 철학을 취급하는가
- 고대와 근대의 회의주의에 관하여
- 칸트, 야코비 그리고 피히테의 철학
- 자연법에 관한 여태까지의 개정.

3년 전부터 철학과 사강사로 있으면서 나는 여러 강의를 하였으며, 작년 겨울에는 수많은 학생이 강의를 들은 것으로 기억한다. 나는 지난 해 공작 관할의 광물학 협회의 제2 부의장으로 선출되었으며 그리고 최근에는 자연 연구 협회에 정회원으로 가입되었다. 수많은 연구 가운데 철학이 나의 천직으로 굳어졌기에 나는 친애하는 관계 당국으로부터 정교수로 채용되기를 갈망할 따름이다.
- E. Moldenhauer와 M. Michel 이 편집한 헤겔 전집 I (1982년, 프랑크푸르트), 582쪽.

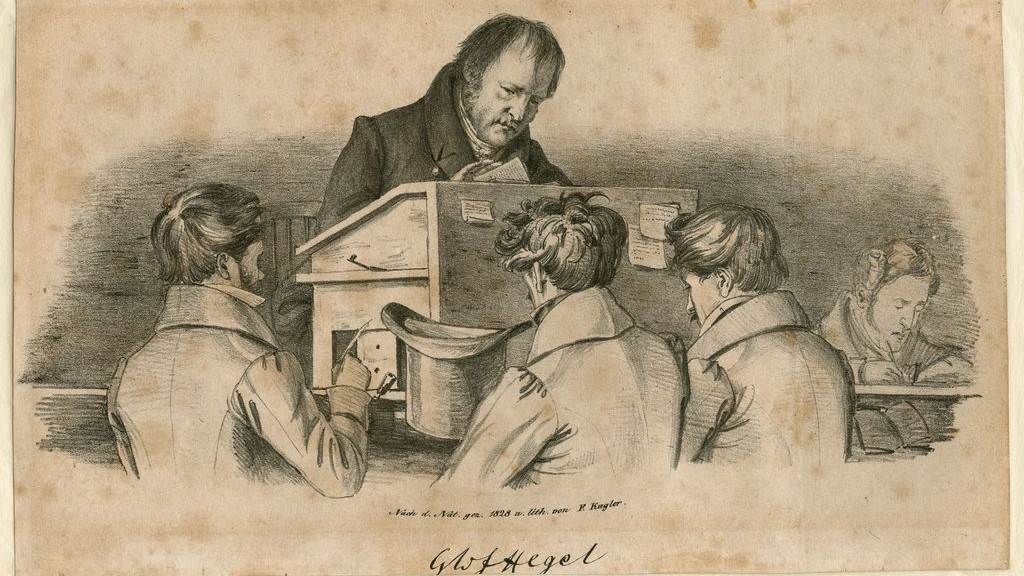
헤겔과 학생들

이 이력서를 쓴 지 1년 후 1805년 헤겔은 예나 대학의 원외 교수 철학자로 채용된다. 1807년에는 헤겔 관념론의 핵을 이루는 정신현상학이 출판된다. 이와 때를 같이하여 사생활 면에서 헤겔은 살고 있던 셋방의 주인이 사망한 후 그의 아내 샬로테와 정을 맺어 그녀로부터 아들 루트비히 피셔를 얻지만, 1811년 22살된 처녀인 마리 폰 투허(Marie von Tucher)와 결혼을 한다. 이 사이에 1808년 뉘른베르크 김나지움의 교장직을 받아 들인다. 1812년 논리학이 빛을 보게되며, 1816년 하이델베르크 대학으로 교수 자리를 옮긴 후 다음 해에 철학적 학문의 백과사전(엔치클로패디)을 출판한다. 1816년 드디어 베를린 대학의 피히테의 후임 교수로서 초빙되어 여기서 사망할 때까지 연구활동을 하면서 명성을 날리게 된다.

## 헤겔 철학의 기초
헤겔 철학에 대한 일반적 평가는 독일 관념론의 거성인 칸트 철학에서 출발하여 이를 마무리 지었다고 보는 견해가 지배적이다. 칸트 철학의 근간은 인식론이며 이를 기초로 하여 칸트는 소위 '심리 철학', 윤리학 그리고 우주론과 신학에 접근하였다. 칸트의 인식론에서 가장 핵심이 되는 개념은 인식의 주체인 '자아'인데, 이 개념은 이미 프랑스의 철학자 데카르트에 의해서 철학적 연구 대상으로 다루어졌다. 그러나 데카르트의 '코지토'(cogito: 나는 생각한다)의 문제는 칸트에게 물론 지대한 관심을 끌었지만 그는 결코 경험의 한계를 벗어나서 '자아'의 문제를 별도로 다루지 않는다. 자아의 문제와 관련하여 헤겔은 칸트 철학의 한계성을 극복하고자 노력하였다. 헤겔은 '개념'의 문제, 다시 말해 인간 사유의 산물 자체를 독자적인 그 무엇으로 간주한 것에서 칸트의 인식론을 계승한 것이 아니라 다른 방향에서 인식론에 접근하였다고 보아야 할 것이다. 여기서 문제가 되는 '개념'은 헤겔 철학에서 일종의 '논리적 범주'로서 스스로 운동하는 것으로 이해되고 있다. 이와 같은 개념의 운동은 여러 가지 헤겔 철학 용어로 풀이되는 바, Idee (개념, 이념), Natur (자연), Geist (정신)이 바로 그것이다. 헤겔 철학을 이해하기 위해서는 이들 용어가 도대체 어떤 뜻으로 쓰이며 또 어떤 역할을 하는지 먼저 알아야 한다.

### 변증법
헤겔은 정반합(正反合)의 개념으로 변증법을 정형화하였다. 헤겔의 이러한 변증법은 후 일 헤겔 좌파 철학자들을 거쳐 카를 마르크스에게 영향을 주었다. 변증법은 만물이 본질적으로 끊임 없는 변화 과정에 있음을 주창하면서 그 변화의 원인을 내부적인 자기부정, 즉 모순에 있다고 보았다. 원래의 상태를 정(正)이라 하면 모순에 의한 자기부정은 반(反)이다. 만물은 이 모순을 해결하는 방향으로 운동하며 그 결과 새로운 합(合)의 상태로 변화한다. 이 변화의 결과물은 또다른 변화의 출발점이 되고 이러한 변화는 최고의 지점에 도달할 때까지 계속된다. 헤겔은 정반합(正反合)이라는 개념을 직접적으로 사용하지 않고, 그의 변증법을 설명하기 위해 하인리히 샬리베우스(Heinrich Moritz Chalybaus, 1796~1862)가 처음으로 사용했다. 헤겔은 정반합이라는 표현 대신, '즉자-대자-즉자대자', 혹은 '긍정-부정-부정의 부정'이라는 표현을 썼다. 

### 절대 정신
헤겔에게 절대 정신은 변증법에 의해 도달되는 최고의 지점, 즉 더 이상 변화될 필요 없는 최고의 위치를 뜻한다. 얼핏 보면 헤겔의 변증법적 운동과 고정화된 절대 정신은 상충되는 맥락이 있지만, 이러한 헤겔 철학의 전제에는 아리스토텔레스 철학이 큰 영향을 준 것으로 보인다. 헤겔은 아리스토텔레스로부터 노에시스 노에세오스(noēsis noēseōs)개념을 차용하여 절대 정신은 순수 사유지만, 동시에 자기 자신을 사유하는 사유로서 이러한 모순점을 논리적으로 해결하고자 하였다.

### 역사의 종말
헤겔은 세계사를 절대정신(이성)이 자유를 향해 나아가는 과정이라고 정의하였다. 헤겔은 인간의 역사 역시 변증법적 발전을 겪는다고 파악하였으며 그 결과 이성이 최고의 발전 단계에 이르러 더 이상의 변화가 필요 없는 상태를 역사의 종말이 명명하였다. 헤겔은 당대 독일(프로이센)이 역사의 종말 단계에 들어섰다고 주장하였다가 많은 비판에 직면하기도 하였다. 이 개념은 나중에 프란시스 후쿠야마의 유명한 논문에 등장한 후 동명의 책으로도 출판되었다.

## 헤겔과 법철학
법은 객관적 정신의 즉자적(卽自的 : an sich) 현실화인 저차원(低次元)의 단계의 것(그 속에는 소유·계약·불법의 부정의 변증법적 삼발전 단계가 있다)으로서, 참다운(보편적) 자유를 목표로 하여 도덕의 단계, 다시 도의태(道義態)의 단계로 변증법적인 발전을 하여 간다. 이 도의태의 단계에서 정신은 사랑〔愛〕의 공동체인 가족으로부터 그것의 부정인 개인주의적 이익 공동체로서의 시민사회로 전진하고, 다시 시민사회의 부정을 매개로 하여 국가라는 최고의 단계에 변증법적으로 발전하여 간다. 이 국가라는 완성 단계에서 정신은 완전한 자기실현(보편적 자유)을 얻는다. 국가를 이념과 현실의 완전한 합치, 최고 최종의 것으로 보는 헤겔의 사상은 국가 절대주의에 빠지고 당연히 국제법 질서까지도 부정한다.

## 헤겔 철학과 종교
경우에 따라서는 헤겔 철학의 절대지성을 종종 종교적인 의미에서 신 개념과 연관을 짓는 경우가 있다. 그러나 헤겔은 자신의 역사철학강요에서 중세 철학에 대한 설명을 건너뛴다. 헤겔 연구가인 클라우스 뒤징(Klaus Düsing)은 헤겔은 철학이 그 자체로 존재하지 못하고 신학에 기대었던 중세 시대에 대하여 높은 평가를 내리지 않았다고 본다. 실제로 헤겔의 변증법에서 종교와 예술은 최종 목적인 철학으로 도달하는 과정에 위치한다.

## 영향
그의 사상은 국가, 종교, 철학을 아우르는 하나의 원리를 지향한다. 그래서 헤겔은 프로이센이라는 국가와 프로이센의 개신교 교리를 자신의 철학과 조화시키고자 했다. 헤겔의 철학은 국가를 절대정신이 구현된 완전한 전체로 보는 것은 물론, 프로이센이야말로 그러한 이상이 잘 실현된 보편국가라고 주장하였다. 국가를 긍정적으로 보는 헤겔의 철학은 프로이센 정부의 입맛에 매우 맞는 것이었으며 실제로 프로이센 정부는 헤겔 철학을 권장하고 활용하였다. 이러한 헤겔 철학을 비판한 마르크스를 비롯한 청년헤겔학파들이 프로이센 정부의 탄압을 받은 것은 당연한 결과였다. 또한 후로 그의 저서는 그의 저서에서 전체주의적 느낌을 받은 많은 철학자들에게 의해 비판을 받았다. 예를 들면 실존주의인 키에르케고르가 있다. 

## 참고 및 관련 문헌

### 저서 (생존시 출간)
- 《피히테와 셸링 철학체계의 차이》,(Differenz des Fichteschen und Schellingschen Systems der Philosophie, 1801) / 임석진 역(1989)
- 《정신현상학》, (Phänomenologie des Geistes, 1807) / 임석진 역(1983), 허우현 역(1970)
- 《대논리학》, (Wissenschaft der Logik, 1812-16) / 임석진 역(1994), 임석진 역(1982)
- 《철학강요》, (Enzyklopädie I-III, 1830) / 서동익 역(1983)
  - 1권 논리학 / 김계숙 역(1955), 전원배 역(1954)
  - 2권 자연철학 / 박병기 역(2008)
  - 3권 정신철학 / 박병기 역(2000)
- 《법철학》, (Grundlinien der Philosophie des Rechts, 1820) / 임석진 역(1990), 윤용탁 역(1976), 이동춘 역(1976), 윤용석 역(1972)[2]

### 저서 (사후 출간)
- 《종교철학》(Philosophie der Religion) : 청년 헤겔의 신학론집(정대성 역, 2005), 김종호 역(1972)
- 《역사철학강의》, (Vorlesungen über die Philosophie der Geschichte I-III, 1817) : 임석진 역(1987), 정영오 역(1983), 김종호 역(1970)
- 《미학》, (Ästhetik), 호토 전면 재편집, 두행숙 역, 1996. 
  - 1820/21년 강의 : ‘예술철학으로서 미학(Ästhetik als Philosophie der Kunst)’, 아셰베르크 기록, 국내 미출간
  - 1823년 강의 : 《헤겔 예술철학》(Vorlesungen uber die Philosophie der Kunst), 호토 기록, 한동원 역, 2008.
- 《세계사의 철학》, (Philosophie der Weltgeschichte, 1824-31).
- 《인륜성의 체계》, (1802-03) : 김준수 역
- 《김나지움 논리학 입문》, (1808-11) : 위상복 역
- 《철학사》(Geschichte der Philosophie) : 임석진 역
- 《역사속의 이성》(Die Vernunft in der Geschichte) : 임석진 역(1976)
- 《믿음과 지식》 : 황설중 역
- 《헤겔 예나 시기 정신철학》 : 서정혁 역(2006)
- 《행성궤도론》 : 박병기 역(2003)
- 《변증법과 회의주의》 : 황설중 역(2003)
- 《교수 취임 연설문》 : 서정혁 역(2004)
- 《자연법》 : 김준수 역(2004)

### 헤겔 소개서
- 쿠르트 슈타인하우어, 헤겔 연구서적 (Kurt Steinhauer, Hegel Bibliographie. Materialien zur Geschichte der internationalen Hegelrezeption und zur Philosophiegeschichte, München 1980).
- 오토 푀겔러 (Otto Pöggeler), 헤겔철학 입문, 1977, 뮌헨.
- 로젠크란츠 (Karl Rosenkranz), 헤겔의 생애, 1969, 다름슈타트.

## 참고 문헌
- 헤겔 『법철학』 / 강성화 pdf
- 헤겔 『정신현상학』 / 강성화 pdf

## 같이 보기
- 쇼펜하우어
- 니체
- 키에르케고르
- 피히테
- 포이어바흐